# Бојана Бобушић
Бојана Бобушић (Београд, 2. октобар 1987) је српска и аустралијска тенисерка. Дана 20. фебруара 2012. достигла је своје највише место на ВТА ранг листи, то је 222. У својој каријери освојила је једну титулу у синглу и три у дублу на ИТФ Женском кругу. Тренирао ју је Рохан Фишер. 

## Биографија
Бобушићева је 2004. године дебитовала за сениорке на Аустралијан опену изгубивши од Американке Џенифер Хопкинс у првом колу квалификација. 
Бобушић је 2005. године играла на ИТФ догађајима на Новом Зеланду, Аустралији, Индонезији и Тајланду пре него што је похађала Калифорнијски универзитет у Берклију, смер социологија.  Дипломирала је 2009. године.
Бобушићева се вратила у Аустралију 2009. године и такмичила се у ИТФ дисциплинама, изгубивши од Саше Џонс у прва четири такмичења. У Дарвину је стигла до финала и изгубила у полуфиналу у Порт Пирију. Годину је завршила на 441. месту.
Завршила је 2010. са резултатом победа и пораза од 10–17 и пала на 596. место на ВТА ранг листи.
Годину је започела квалификацијом за пет узастопних $25 000 турнира у Аустралији, победом у главном жребу у Милдјури и доласком до четвртфинала у Бундабергу. Потом је играла на три такмичења у Великој Британији и изгубила у свом четвртом финалу у каријери ИТФ у Чизвику од Хрватице Доне Векић, у три сета. Вратила се у Аустралију и успешно завршила годину, стигла је до два полуфинала од 25 хиљада долара, изгубила своје пето ИТФ финале од Аустралијанке Оливије Роговске и освојила своју прву ИТФ титулу у свом шестом финалу на Маунт Гамбијеру од 25 хиљада долара против Корејке Хан Сунг-хи. Добила је директан улазак у годишњи плеј-оф за вајлдкард тениског отвореног првенства Аустралије, где је победила Викторију Рајичић и Сели Пирс и победила је Сторм Сандерс у рунди. У свом полуфиналу, Бобушићева је изгубила од браниоца титуле Роговске. 2011. завршила је на 294. месту, што је највиши ранг у њеној каријери.
Бобушићева је имала користи од своје најбоље сезоне у каријери 2011. године тако што је добила квалификационе џокере за Бризбејн интернешенел и Мурила Хобарт интернешенел. У свом дебију на ВТА Тоуру, Бобушићева се суочила са Рускињом Нином Брачиковом и изгубила са 1–6, 6–7. Против Хедер Вотсон у Хобарту, њене прве противнице у топ 100, Бобушићева је изгубила тесан меч са 6–3, 3–6, 5–7. Њено прво појављивање у главном жребу на Отвореном првенству Аустралије завршило се поразом од 30. носиоца Анжелик Кербер резултатом 1–6, 3–6.
Након аустралијске сезоне, Бобушићева није играла четири месеца због плантарног фасцитиса.  Вратила се на ИТФ коло у јуну 2012, постигавши различите резултате у остатку године. Њен последњи турнир у 2012. био је турнир за плеј-оф вајлдкарда Аустралијан опена, који је освојила, победивши три више рангиране противнице укључујући другог носиоца Ешли Барти, четвртог носиоца Арину Родионову и трећег носиоца Моник Адамчак. Победа на турниру обезбедила је Бобушићу вајлдкард на Аустралијан опену 2013. године. 
У Хобарту је 2013. године стигла до свог првог ВТА полуфинала у дублу, са Ешли Барти.

### Пензионисање
Најавила је пензију и да због хроничних повреда леђа и стопала више неће играти професионални тенис. Њен последњи меч је био на Хопман купу (3. јануара 2014) где је играла заједно са Оливером Андерсоном, који су мењали играче америчког тима, Слоун Стивенс и Џон Изнер. Прешла је на држање часова тениса и физичког васпитања у средњој школи.